# Cafè Caracas
I Cafè Caracas sono stati un gruppo punk rock nato a Firenze, attivo tra la fine degli anni settanta e primi anni ottanta, dal 1977 al 1981.

## Storia del gruppo
Come tutti i gruppi giovanili dell'epoca, producevano un tipo di musica punk rock che si ispirava ai più grandi gruppi d'oltreoceano. In questo gruppo esordirono il cantante Raf (che al suo esordio utilizzava lo pseudonimo di "Rip Kirby" dal nome di un personaggio dei fumetti) e il chitarrista Ghigo Renzulli, futuro fondatore dei Litfiba. Fu proprio l'esperienza vissuta in questo gruppo a dare a Raf la notorietà: infatti alcuni anni dopo, nel 1984, Raf incise il suo primo album contenente anche il loro singolo Self control, che in seguito si rivelò un successo internazionale.
Dopo essersi esibiti come supporter dei Clash a Bologna, sorsero i primi dissapori: Raf e Renzulli seguirono strade diverse. L'unico singolo, Say it's all right joy, più una versione rock di Tintarella di luna, venne infatti pubblicato con un altro chitarrista: Serse Maj.

## Formazione
- Raf - voce - basso
- Ghigo Renzulli - chitarra
- Renzo Franchi - batteria

## Discografia

### 45 giri
- 1980 - Tintarella di luna/Say it's all right Joy (Base Record, BNP pn 002)